# Fanfare (Elettra Lamborghini)
Fanfare è un singolo della cantante italiana Elettra Lamborghini, pubblicato il 19 luglio 2019 come quarto estratto dal primo album in studio Twerking Queen.
Il brano è stato realizzato con la partecipazione vocale del rapper Guè.

## Classifiche
| Classifica (2019) | Posizione massima |
| ----------------- | ----------------- |
| Italia            | 34                |